# Bijela Voda
Cet article possède un paronyme, voir Bela Voda.
Bijela Voda (en serbe cyrillique : Бијела Вода) est un village de Bosnie-Herzégovine. Il est situé sur le territoire de la ville d'Istočno Sarajevo, dans la municipalité de Sokolac et dans la république serbe de Bosnie. Selon les premiers résultats du recensement bosnien de 2013, il compte 15 habitants.

## Démographie

### Évolution historique de la population dans la localité
| 1948 | 1953 | 1961 | 1971 | 1981 | 1991 | 2013 |
| ---- | ---- | ---- | ---- | ---- | ---- | ---- |
| -    | -    | 200  | 162  | 29   | 33   | 15   |

|  |

### Répartition de la population par nationalités (1991)
En 1991, les 33 habitants du village étaient tous serbes.